# Сава Микић
Сава Микић (Сировац код Боана, 1894 — Београд, 1982) био је српски адвокат, политичар, официр, солунски ратник и пилот. Први је историчар ваздухопловства на просторима бивше Југославије. Добитник је многобројних одликовања, међу којима и два Ордена легије части, а проглашен је и почасним грађанином Париза.
Животни пут му је био пребогат догађањима, успесима, признањима и на одређен начин специфичан је. Почео је као чобанче на Сињајевини, а доживео да постане почасни грађанин Париза, први и најзначајнији историчар српског и југословенског ваздухопловства.

## Биографија
Сава Ј. Микић је рођен 15. августа 1894. године у селу Сировцу, у шавничком срезу. Основну школу је завршио у месту рођења. Ниже разреде гимназије је завршио у Смедереву а више и правни факултет у Београду. Као гимназијалац се добровољно пријавио на војну дужност за време балканског рата и у војсци остао до септембра 1913. године. Служећи, због своје младости, у болничкој чети у Крагујевцу. Када је избио Први светски рат. Добровољно се јавио у војску и распоређен је у ђачку чету. Заједно са својом јединицом се повлачио до Солуна где је његова јединица прикључена 114-тој француској бригади. Овде је био тумач, а касније је као такав пребачен у штаб 156-сте француске дивизије, ради одржавања везе са српском војском која је након реорганизовања заједно са савезницима формирала Солунски фронт. Био је рањен у околини Битоља 24. јануара 1917. године.
Био је врло добар ђак, укључио се као добровољац у југословенску војску за време Првог светског рата. Био је један од малобројних југословенских пилота током рата од 1914. до 1918. године, након што је завршио пилотску школу у Шартру (енгл. Chartres). Сава Микић је човек који је живот почео као чобанче на Сињајевини, био је један од пионира српског ваздухопловства, као истакнути учесник у савезничкој српској и француској војсци доживео је да постане и почасни грађанин Париза.
Заједно са саборцима из Првог светског рата и својим великим пријатељем Арчибалдом Рајсом, основао је Аероклуб Краљевине Југославије и био његов први секретар (данас Аероклуб, у Узун Мирковој 4, Београд).
Као политичар био је монархиста, кључну улогу је имао у развоју пуча за спречавање Србије да сарађује са нацистима. У току и после Другог светског рата затваран је три пута: у почетку од стране нациста који су га насилно мучили, а затим два пута од стране комуниста Јосипа Броза Тита, који су му замерали то што је монархиста а не комуниста. Побегао је после другог затварања, захваљујући шефу затвора, коме је неколико година раније спасао сина. После ове ужасне судбине, Сава Микић је дефинитивно престао да се бави било каквом политиком.

## Признања
Признања су му многобројна, међу којима велики број одликовања које су његове ћерке поклониле Музеју ваздухопловства. Између осталих добитник је и два Ордена легије части, инфо слика.
За посебне заслуге на Солунском фронту и савезништву српске и француске војске постао је и почасни грађанин Париза.
Данас на Савином посмртном плавом јастучету, у Музеју ваздухопловства, вредни су историјски експонати:
- два Ордена легије части,[2]
- споменице балканских ратова,
- грчка споменица,
- два ордена светог Саве и друга признања која би била многобројна и за целу чету заслужних ратника.[1]

## Ваздухопловна историја
Сава Микић је написао, што је једно од најзначајних дела из те области.
Ово дело је штампано као књига: Сава Ј. Микић Историја југословенског ваздухопловства, Београд 1933. год., штампарија Драг. Грегорића
Књига представља прво свеобухватно дело из историје српског и југословенског ваздухопловства у коме је описана хронологија и карактеристике развоја ваздухопловства на овим просторима, а обухвата период од 1909. до 1930. године.
Организована је у неколико делова:
- Први део - Почеци наше авијације и балкански ратови,
- Други део - Светски рат,
- Трећи део - Наше ваздухопловство у ослобођеној и уједињеној отаџбини.

У првом делу књиге, који је подељен на пет глава, описани су први резултати у развоју ваздухопловства у Србији и овухвата период од 1909. до 1914. године, то јест до почетка Првог светског рата. У другом делу књиге је описан период развоја „Српске авијатике“ у току Првог светског рата то јест период од 1914. до 1919. године. Овај део је подељен на седам глава и детаљно су описане све активности које су обављене у току рата а односе се на развој ваздухопловства. Нарочито значајно поглавље ове књиге је део са биографијама ратних „авијатичара“. У трећем делу је детаљно описан развој ваздухопловства у Краљевини Југославији, од завршетка Првог светског рата до 1932. године. Ту су детаљно описани развој војног ваздухопловства, формирање и развој поморског војног ваздухопловства, развој цивилног ваздухопловства (Аероклуб , једриличарство, Аеропут и привредна авијација), формирање и развој ваздухопловне индустрије (фабрике авиона и фабрике мотора) и део о истакнутим југословенским конструкторима авиона тога доба.
Књига има 694 стране и укупно 615 слика и представља капитално дело наше ваздухопловне историографије. Стога није чудо што аутора ове књиге многи сматрају за најзначајнијег и првог југосоловенског историчара југословенског ваздухопловства.

Посљедњи пут је, на јавном скупу, говорио на симпозијуму о ратном ваздухопловству у Земуну 1980. године, када је истакао: 
| „ | Моје мисли и мој живот увек су били везани за ваздухопловство и летење ... Будите срећни и поносни јер припадате браниоцима нашег неба, а бити бранилац Отаџбине највећа је част за сваког човека. | ” |

Цео говор је пренет у Листу „Војска“ 1994. године.